# ساحة التغيير
ساحة التغيير اسم أطلقه المحتجون المعارضون لنظام الرئيس السابق علي عبد الله صالح على الساحة المقابلة لبوابة جامعة صنعاء أمام مجسم تمثال الحكمة اليمنية حيث اتخذوها مكاناً للاعتصام ولانطلاق المظاهرات ضد نظام الرئيس علي عبد الله صالح أثناء ثورة الشباب اليمنية التي اندلعت مطلع عام 2011م. ظلت الساحة قائمة منذ يناير 2011 حتى قيام الرئيس هادي بتفكيك شبكة أقارب صالح من الجيش والمناصب العليا ضمن خطوات إعادة هيكلة الجيش اليمني وفي يوم 18 أبريل 2013 رفعت آخر الخيام من ساحة التغيير بصنعاء وأعلنت اللجنة التنظيمية للثورة الشبابية الشعبية تعليق الاعتصامات والمظاهرات لأول مرة منذ فبراير 2011.

## سبب التسمية
أثناء اندلاع ثورة الشباب اليمنية مطلع عام 2011م ضد نظام الرئيس السابق علي عبد الله صالح قام المؤيدون للرئيس باحتلال ميدان التحرير في صنعاء خوفاً من أن يقوم المتظاهرون من الاعتصام به فيتكرر سيناريو ميدان التحرير في القاهرة الذي أطاح بالرئيس حسني مبارك، فقرر الثوار اختيار ساحة الحكمة المقابلة لبوابة جامعة صنعاء مكاناً للاعتصام وأطلقوا عليها اسم ساحة التغيير.
وقد شهدت هذه الساحة اشتباكات عنيفة بين المعارضين للنظام المعتصمين بها من جهة وبين المؤيدين للرئيس السابق علي عبد الله صالح من جهة أخرى والذين حاولوا السيطرة على الساحة مراراً. وأحياناً كانت تلك الاشتباكات تؤدي إلى سقوط عدة قتلى وعشرات الجرحى.
وفي المقابل اتخذ المؤيدون للنظام من ميدان التحرير في صنعاء مكاناً لهم للاعتصام ومنعوا المعارضين من السيطرة عليه.

## مجزرة ساحة التغيير (جمعة الكرامة) (الجمعة 18/3/2011 م)
تجمهر مئات اللآلاف في ساحة التغيير لأداء صلاة الجمعة التي أطلقوا عليها اسم «جمعة الإنذار»، فقام قناصة كانوا على أسطح الأبنية المحيطة بساحة التغيير بإطلاق النار على المعتصمين في الساحة مباشرة بعد الصلاة مما أدى لمقتل 52 شخصا وجرح 617 آخرين، وأفادت مصادر طبية أن معظم القتلى والجرحى أصيبوا بطلقات في الرأس والعنق والصدر. ومن جهتها ذكرت وكالة رويترز للأنباء أن من أطلق النار على المتظاهرين هم أفراد أمن يمنيون ومسلحون موالون للحكومة اليمنية. غير أن الرئيس اليمني أكد أن الشرطة لم تكن موجودة في الساحة ولم تطلق النار، مشيرا إلى أن الاشتباكات حدثت بين مواطنين والمتظاهرين، وقال إنه من الواضح أن عناصر مسلحة موجودة بين المتظاهرين. وبعد إطلاق النار على المتظاهرين وقعت اشتباكات تركزت في محيط ساحة التغيير، وخصوصا شارع الرباط وشارع العشرين وجولة المركز الطبي الإيراني. كما نشبت مواجهات بين المتظاهرين وقوات الأمن المركزي أمام حي الجامعة القديمة، حيث استخدمت قوات الأمن الرصاص الحي وعربات المياه الساخنة وقنابل الغاز، وشوهدت خمس سيارات إسعاف تنقل الجرحى. وبعد هذا التدخل الأمني دعت مساجد عدن عبر مكبرات الصوت للخروج في مسيرات تنديدا بما حدث في صنعاء.

### تداعيات المجزرة
ساد الغضب مختلف مدن اليمن عقب الأحداث الدامية التي شهدتها صنعاء. وأعلن الرئيس اليمني السابق علي عبد الله صالح في مؤتمر صحفي مساء نفس اليوم حالة الطوارئ في البلاد لمدة شهر. وقالت المعارضة أنه لم يعد هناك مجال للتوصل إلى تفاهم مع النظام، وأدان الرئيس الدوري للتحالف ياسين نعمان الهجوم على المتظاهرين في صنعاء واعتبره «جريمة» ودعا الرئيس إلى التنحي. كما حدثت سلسلة انشقاقات في الجيش اليمني، وأعلنت المعارضة أنها ستزحف في الجمعة التالية نحو القصر الجمهوري للقبض على الرئيس ومحاكمته.
كما توالت ردود الفعل الدولية والعربية المنددة بالقمع الدامي للاحتجاج مطالبة بالسماح بسير المظاهرات السلمية. ودعت جميع الأطراف اليمنية للتحاور للوصل بالبلاد إلى بر الأمان. وأتت الإدانات من الرئيس الأميركي باراك أوباما، وزارة الخارجية الفرنسية، مسؤولة الشؤون الخارجية في الاتحاد الأوروبي كاثرين آشتون، وزارة الخارجية الروسية، وزارة الخارجية القطرية، تونس، الأمين العام للأمم المتحدة بان كي مون، منظمة هيومن رايتس ووتش.

## صور

خطبة الجمعة في ساحة التغيير أمام جامعة صنعاء (ثورة الشباب اليمنية - جمعة التحدي 25 فبراير 2011م)
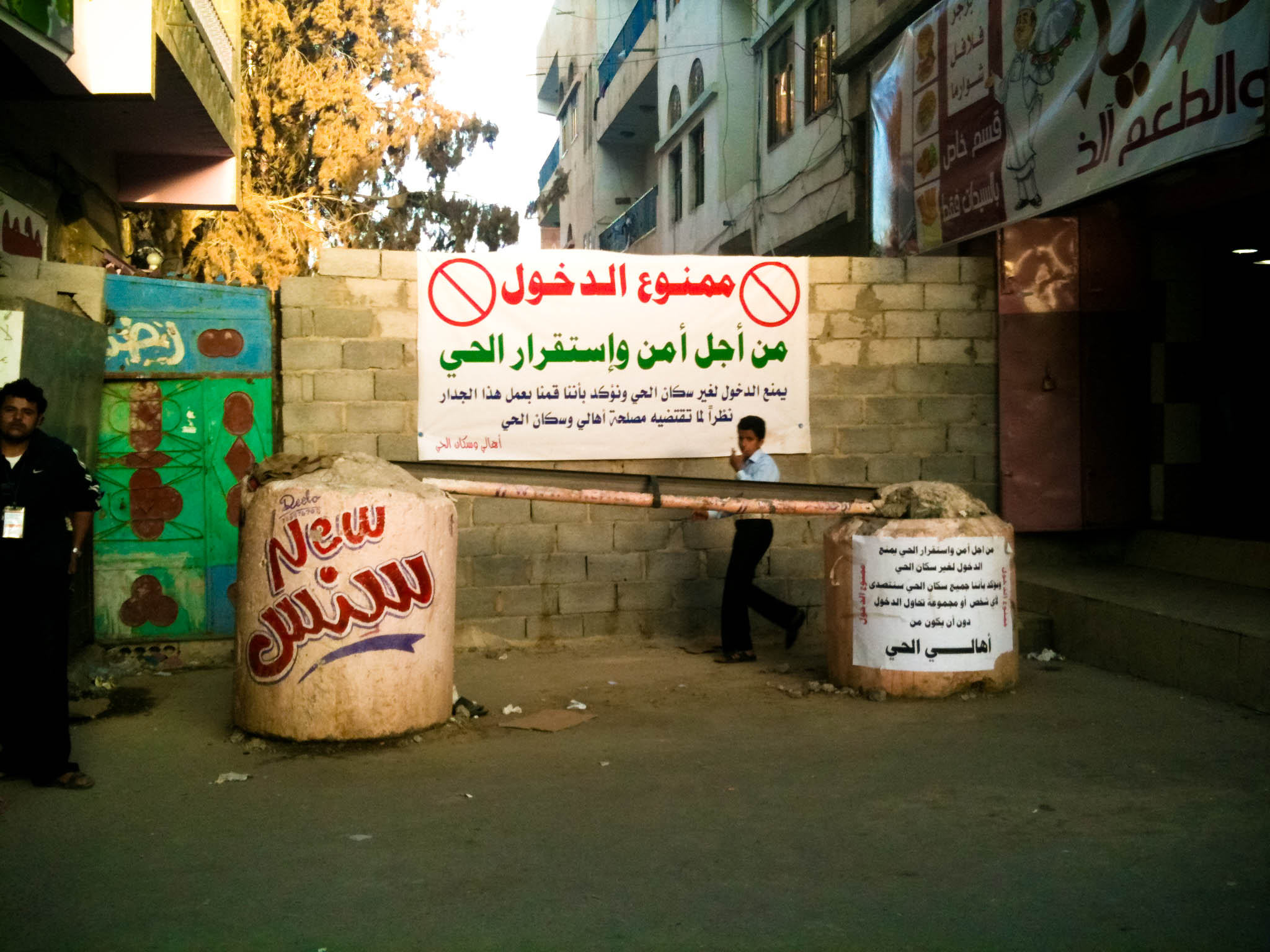
جدار في أحد شوارع ساحة التغيير علقت عليه لوحة تمنع المتظاهرين من دخول هذا الشارع (26 فبراير 2011)
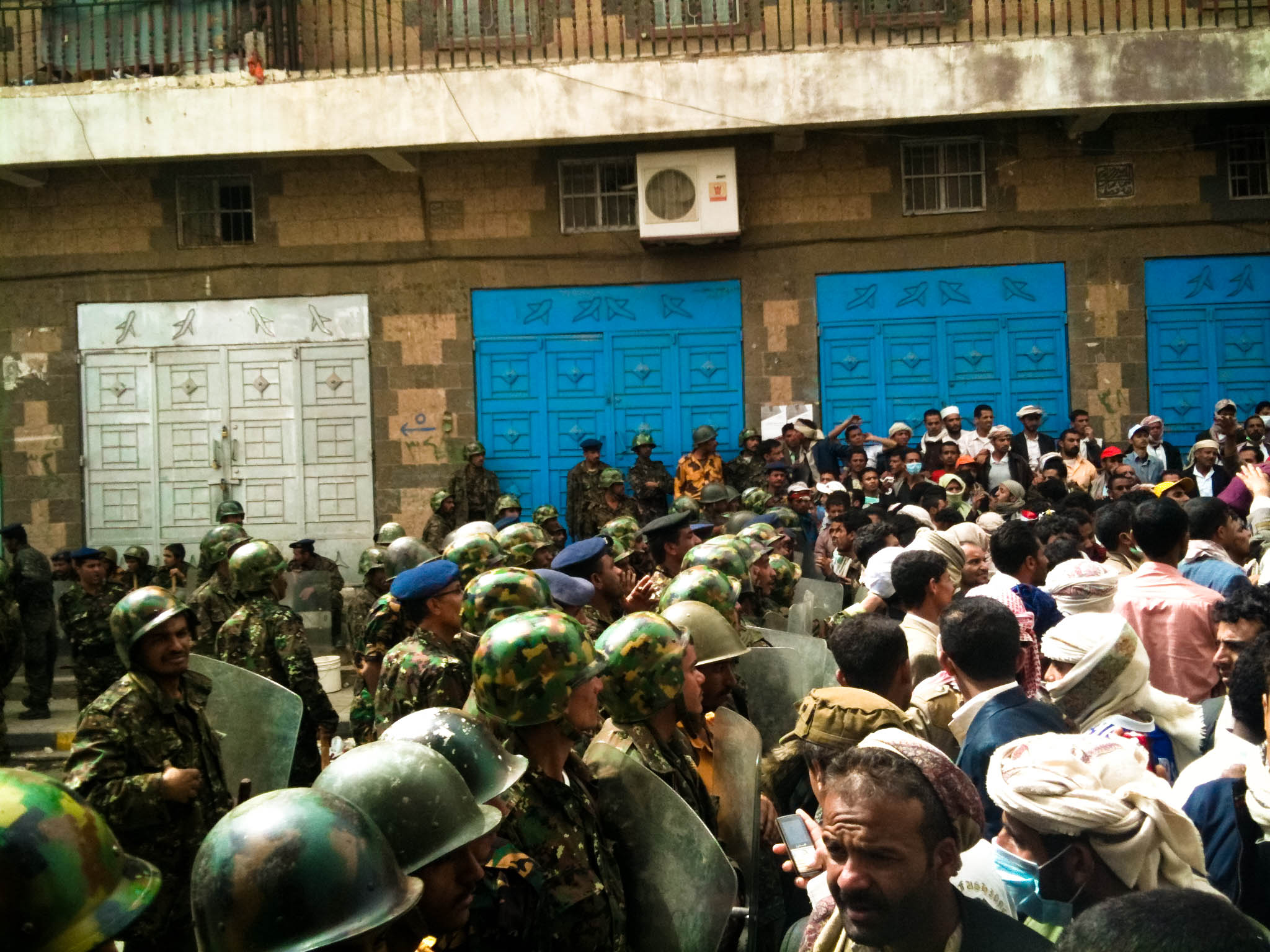
الأمن والمتظاهرين في ساحة التغيير 12 مارس 2011
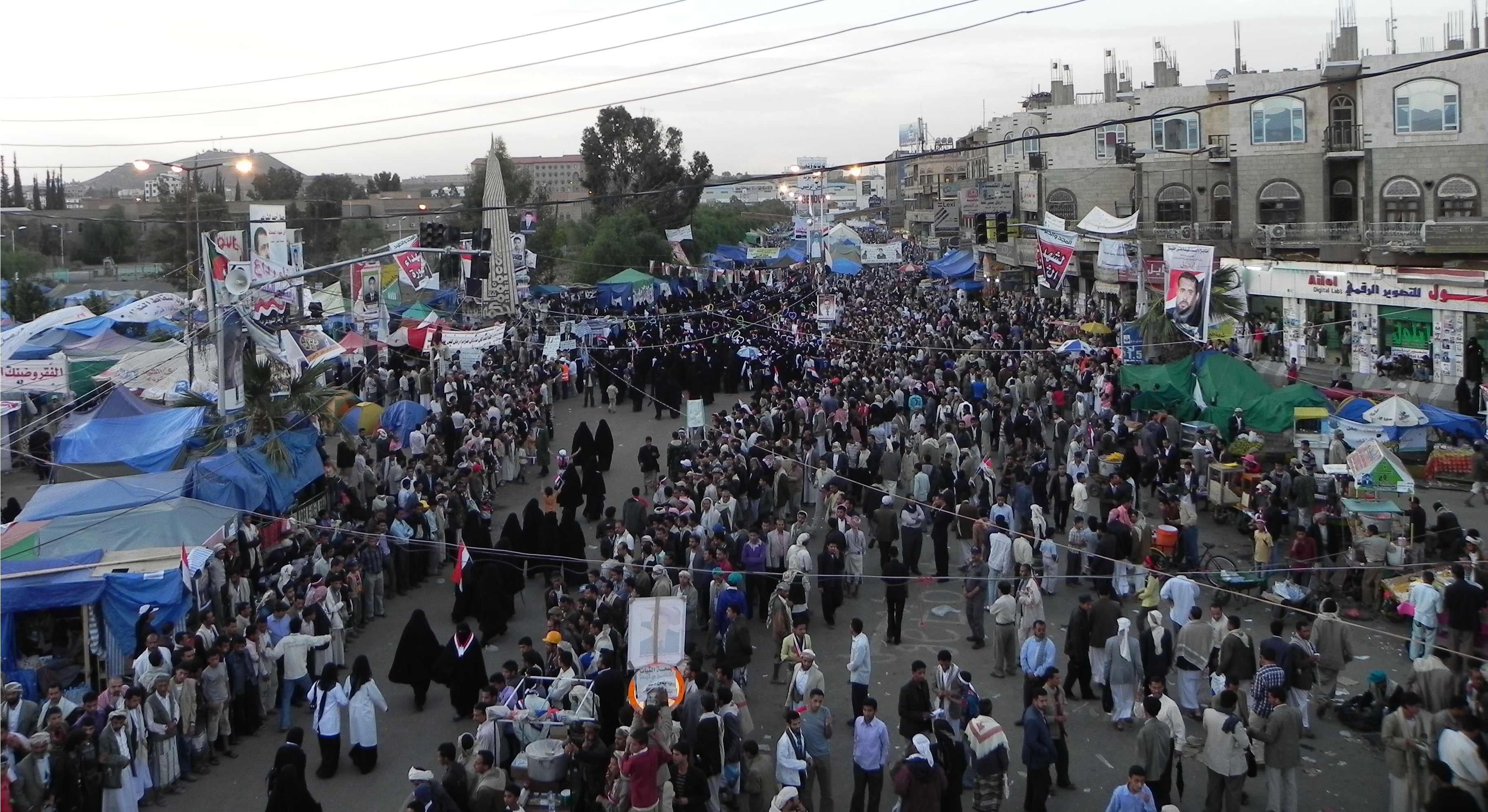
مهرجانات ليلية ومظاهرات سلمية حاشدة يبرز فيها العنصر النسائي سعياً وراء التغيير